# プロスペル・マリヤ
プロスペル・マリヤ（Prosper Marilhat、フルネームは Antoine-George-Prosper Marilhat、1811年3月26日 - 1847年9月13日）は、フランスの画家である。「オリエンタリズム」の画家の一人で、1831年から1832年にエジプトに滞在した時のスケッチをもとに、絵画を描き人気になった。

## 略歴
ピュイ＝ド＝ドーム県のヴェルテゾンの商人の家に生まれた。若い頃から絵画を描いた。両親は食器の商売をすることを望んだが、有力者のバラント男爵から画家となること勧められて、1829年にパリに出てカミーユ・ロクプランの弟子になった。1831年には風景画をサロン・ド・パリに出展した。
1831年の5月にオーストリアの外交官、探検家のカール・フォン・ヒューゲルのアジア、オーストラリアの博物学、民俗学探検のメンバーに選ばれた。エジプトのアレクサンドリアまで探検隊と同行したが、隊から離れ、1831年10月から1833年までエジプトに滞在した。この時多くのスケッチを残し、後に作品にした。1835年にはイタリアを旅し、1836年は南フランス（プロヴァンス）で過ごした。1837年から1841年まで毎年サロン・ド・パリに出展し、亡くなった1844年にも出展した。建築物の絵や風景画を得意としたが人物画も描いた。
梅毒に罹患し、36歳で亡くなった。

## 作品
- ナイル川岸の思い出(1833)
- カイロの遺跡
- シリアの旅するアラブ人

- カイロの通り
- カイロの街並み